# Parexoediceros latimerus
Parexoediceros latimerus is een vlokreeftensoort uit de familie van de Oedicerotidae. De wetenschappelijke naam van de soort is voor het eerst geldig gepubliceerd in 1983 door Bousfield.